# Lista de exemplos de código C Sharp
Esta é uma lista de exemplos de código C#, que demonstram a funcionalidade da linguagem e suas características.

## Programa Olá Mundo
Segue abaixo uma implementação do programa Olá Mundo em C#:
```
using
 
System
;

public
 
class
 
HelloWorld

{

    
public
 
static
 
void
 
Main
()

    
{

        
Console
.
WriteLine
(
"Olá, Mundo!"
);

    
}

}

```

A linha 1 inclui os objetos do espaço de nomes System, pois utilizaremos um objeto deste para escrever na tela. A linha 3 define a classe HelloWorld; ela é pública, o que significa que pode ser utilizada por outros projetos sem restrições. A linha 5 é o ponto de entrada do programa quando executado a partir da interface de linha de comando. Este método também pode ser chamado de outro código utilizando a sintaxe HelloWorld.Main(). A definição public static void indica que o método Main é, respectivamente, público (pode ser invocado por outras classes), estático (pertence à classe e não a um objeto específico, uma instância específica) e sem valor de retorno. A linha 7 escreve a mensagem na linha de comando. Console é um objeto do sistema que representa a linha de comando, através da qual o programa pode obter e mostrar texto. O método WriteLine (traduzindo literalmente, EscreverLinha) de é executado, acarretando que o literal passado como parâmetro seja mostrado na saída.

## Algoritmo de Trabb Pardo-Knuth
```
using
 
System
;

using
 
static
 
System
.
Linq
.
Enumerable
;

using
 
static
 
System
.
Math
;

class
 
Tpk

{

    
static
 
double
 
F
(
double
 
t
)
 
=>
 
Sqrt
(
Abs
(
t
))
 
+
 
5
 
*
 
Pow
(
t
,
 
3
);

    
static
 
void
 
Main
()

    
{

        
var
 
a
 
=
 
Range
(
0
,
 
11
).
Select
(
_
 
=>
 
double
.
Parse
(
Console
.
ReadLine
())).
ToArray
();

        
foreach
 
(
var
 
i
 
in
 
Range
(
0
,
 
a
.
Length
).
Reverse
())

        
{

            
var
 
y
 
=
 
F
(
a
[
i
]);

            
Console
.
WriteLine
(
y
 
>
 
400
 
?
 
$"{i} TOO LARGE"
 
:
 
$"{i} {y}"
);

        
}

    
}

}

```

## Ponteiros
Segue um exemplo simples de como usar ponteiros usando C#:
```
using
 
System
;

class
 
Test

{

   
unsafe
 
static
 
void
 
WriteLocations
()

   
{

      
int
 
*
p
;

      
int
 
i
;

      
i
 
=
 
10
;

      
p
 
=
 
&
i
;

      
string
 
addr
;

      
addr
 
=
 
int
.
Format
((
int
)
p
,
 
"X"
);

      
Console
.
WriteLine
(
addr
);

      
Console
.
WriteLine
(
*
p
);

      
*
p
 
=
 
333
;

      
Console
.
WriteLine
(
i
);

      
i
 
=
 
*
(
&
i
)
 
+
 
10
;

      
Console
.
WriteLine
(
i
);

   
}

   
static
 
void
 
Main
()

   
{

      
WriteLocations
();

   
}

}

```

## Herança
Segue exemplo do uso de herança de classes:
```
using
 
System
;

public
 
class
 
Animal

{

   
private
 
string
 
raca
;

   
public
 
Animal
(
string
 
raca
)

   
{

      
Raca
 
=
 
raca
;

   
}

   
public
 
string
 
Raca

   
{

      
get
 
{
 
return
 
raca
;
 
}

      
set
 
{
 
raca
 
=
 
value
;
 
}

   
}

   
public
 
void
 
Respirar
()

   
{

      
// …

   
}

}

public
 
class
 
Cachorro
 
:
 
Animal

{

   
public
 
Cachorro
(
string
 
raca
)
 
:
 
base
(
raca
)
 
{}

}

public
 
class
 
Application

{

   
static
 
void
 
Main
()

   
{

      
Cachorro
 
cachorro
 
=
 
new
 
Cachorro
(
"beagle"
);

      
cachorro
.
Respirar
();

   
}

}

```

## Conversão de tipo
Segue exemplo de conversão de diferentes tipos de dados:
```
// converte uma string para um byte

byte
 
numero8bits
 
=
 
Convert
.
ToByte
(
"123"
);

// converte uma string para um short

short
 
numero16bits
 
=
 
Convert
.
ToInt16
(
"1024"
);

// converte uma string para um int

int
 
numero32bits
 
=
 
Convert
.
ToInt32
(
"34123"
);

// converte uma string para um double

double
 
numeroReal64bits
 
=
 
Convert
.
ToDouble
(
"132123.12455"
);

// converte um inteiro para uma string

string
 
palavra1
 
=
 
Convert
.
ToString
(
123
);

// outra forma de se obter o mesmo resultado anterior

string
 
palavra2
 
=
 
123.
ToString
();

```

## Vetores
```
public
 
static
 
void
 
Main
(
string
[]
 
args
)

{

    
int
[]
 
primos
 
=
 
{
2
,
3
,
5
,
7
,
11
,
13
,
17
,
19
,
23
,
29
,
31
};

    
int
[]
 
somas
 
=
 
new
 
int
[
11
];

    
for
(
int
 
i
 
=
 
0
;
 
i
 
<
 
11
;
 
i
++
)

    
{

        
somas
[
i
]
 
=
 
0
;

        
for
(
int
 
j
 
=
 
0
;
 
j
 
<=
 
i
;
 
j
++
)

        
{

            
somas
[
i
]
 
+=
 
primos
[
j
];

        
}

    
}

    
Console
.
Write
(
"somas: "
,
 
somas
);

    
for
(
int
 
i
 
=
 
0
;
 
i
 
<
 
11
;
 
i
++
)

    
{

        
Console
.
Write
(
" {0}"
,
 
somas
[
i
]);

    
}

    
Console
.
WriteLine
();

}

```

## Passagem de parâmetros
```
public
 
struct
 
Valor

{

    
public
 
int
 
x2
;

}

public
 
class
 
Referencia

{

    
public
 
int
 
x1
;

}

class
 
Programa

{

    
// Objetos são passados por referência.

    
public
 
static
 
void
 
Alterar
(
Referencia
 
r
)

    
{

        
r
.
x1
 
=
 
10
;

        
Console
.
WriteLine
(
"Valor de x1 dentro do método Alterar: "
 
+
 
r
.
x1
);

    
}

    
// Estruturas são passadas por valor

    
public
 
static
 
void
 
AlteraLocal
(
Valor
 
v
)

    
{

        
v
.
x2
 
=
 
10
;

        
Console
.
WriteLine
(
"\nValor de x2 dentro do método AlteraLocal: "
 
+
 
v
.
x2
);

    
}

    
// Forçando a passagem por referência. A variável passada precisa ser iniciada.

    
public
 
static
 
void
 
ReferenciaForcada
(
ref
 
Valor
 
v
)

    
{

        
v
.
x2
 
=
 
20
;

        
Console
.
WriteLine
(
"\nValor de x2 dentro do método ReferenciaForcada: "
 
+
 
v
.
x2
);

    
}

    
// Forçando a passagem por referência. Nesse caso a variável passada não precisa ser iniciada.

    
public
 
static
 
void
 
AlterarSaida
(
out
 
int
 
y
)

    
{

        
y
 
=
 
20
;

        
Console
.
WriteLine
(
"\nValor de z dentro do método AlterarSaida: "
 
+
 
y
);

    
}

    
public
 
static
 
void
 
Main
()

    
{

        
Valor
 
v1
 
=
 
new
 
Valor
();

        
Referencia
 
r1
 
=
 
new
 
Referencia
();

        
int
 
z
;

        
v1
.
x2
 
=
 
0
;

        
r1
.
x1
 
=
 
0
;

        
Alterar
(
r1
);

        
Console
.
WriteLine
(
"Valor de x1 após a execução do método Alterar: "
 
+
 
r1
.
x1
);

        
AlteraLocal
(
v1
);

        
Console
.
WriteLine
(
"Valor de x2 após a execução do método: AlteraLocal: "
 
+
 
v1
.
x2
);

        
ReferenciaForcada
(
ref
 
v1
);

        
Console
.
WriteLine
(
"Valor de x2 após a execução do método: ReferenciaForcada: "
 
+
 
v1
.
x2
);

        
AlterarSaida
(
out
 
z
);

        
Console
.
WriteLine
(
"Valor de z após a execução do método: AlterarSaida: "
 
+
 
z
);

    
}

}

```